# دو خورشید در غروب
«دو خورشید در غروب» (به انگلیسی: Two Suns in the Sunset) آهنگ پایانی از آلبوم برش نهایی گروه موسیقی پراگرسیو راک پینک فلوید است که در سال ۱۹۸۳ منتشر شد.

## شعر و موسیقی
در قسمتی از شعر: «خورشید در مشرق است، حتی با ان که روز به پایان رسیده» اشاره به روشنایی حاصل از یک انفجار هسته‌ای دارد.

در این آهنگ به دلیل ناتوانی نیک میسن در اجرای تغییرات زمانی پیچیده ناشی از میزان نمای غیرمعمول ۵/۴، از اندی نیومارک به عنوان درامر استفاده شده‌است.

## همراهان در ساخت آهنگ
- راجر واترز - خواننده و گیتار بیس، گیتار آکوستیک
- دیوید گیلمور - گیتار

همراه با
- اندی نیومارک - درام
- اندی باون - هموند ارگ
- رافائل راونسکرافت - ساکسوفون
- مایکل کی‌من - پیانو